# In the Flesh?
In the flesh? је прва песма на албуму The Wall групе Пинк Флојд. Она означава почетак шоуа, и сам Пинк је наратор. Команде које он издаје на крају (“светла”, “пустите звучне ефекте”, “акција”) подсећају на режирање филма. То указује да ће Пинк испричати како је саградио алегоријски зид. Јер, како кажу стихови, ствари су много другачије него што изгледају, и слушалац ће морати да се пробије кроз спољну маску, да би сазнао шта се дешава иза његових “хладних плавих очију”. Такође, у песми се наговештава смрт Пинковог оца, што се много јасније види на филму.

## Речи песме
So ya, thought ya
Might like to go to the show
To feel the warm thrill of confusion,
That space cadet glow.
Tell me is something eluding you, sunshine?
Is this not what you expected to see?
If you wanna find out what's behind these cold eyes
You'll just have to claw your way through this disguise.
Lights.
Roll the sound effects.
Action.
Drop it on 'em!
DROP IT ON 'EM!